# Vegagatan, Göteborg
Vegagatan är en gata i stadsdelen Olivedal i Göteborg. Den är cirka 815 meter lång och sträcker sig från Plantagegatan/Värmlandsgatan till Björngårdsvägen vid Slottsskogen.
Gatan fick sitt namn år 1886 till erinran om Vegaexpeditionen 1878–1880, vilken under ledning av Adolf Erik Nordenskiöld på valfångstfartyget Vega genomförde den första färden genom Nordostpassagen.